# Sigurd Akre-Aas
Sigurd Olav Akre-Aas (* 12. Juni 1897 in Ytre Rendal; † 18. Juni 1968 in Asker) war ein norwegischer Fechter.

## Karriere
Akre-Aas wurde 1897 in Ytre Rendal als Sohn von Sæming Sæmingsen Utstu Akre und Marit Embretsdatter Aas geboren.
In den 1920er-Jahren zählte er zu den führenden norwegischen Fechtern und gewann mehrere nationale Titel: Im Säbelfechten wurde er 1922, 1923, 1925, 1926 und 1928 norwegischer Meister, im Florett 1922 und 1927, im Degen 1926.
Bei den Olympischen Spielen 1924 in Paris erreichte er im Degeneinzel das Viertelfinale. Mit der Degenmannschaft schied er in der ersten Runde aus. Im Florett- und im Säbeleinzel blieb er jeweils in der ersten Runde.
Auch 1928 nahm Akre-Aas erneut an den Olympischen Spielen teil, diesmal in Amsterdam. Im Degeneinzel schied er in der ersten Runde aus, mit der Mannschaft erreichte er das Viertelfinale. Im Florettteam blieb Norwegen in der ersten Runde, im Säbeleinzel gelang ihm ebenfalls kein Weiterkommen.
In den 1930er-Jahren war Akre-Aas als Kältetechniker tätig. Er entwickelte Geräte für den Haushaltsgebrauch und ließ auch Patente eintragen. 1946 gründete er das Unternehmen Moderne Kjøling A/S.